# Rruga e Dibrës
Rruga e Dibrës är en av Tiranas huvudvägar. Den löper nordöst från Skanderbegtorget, syd om Tirana International Hotel. Även Moder Teresas sjukhus (Qendra Spitalore Universitare Nënë Tereza [QSUT “Nënë Tereza”]) ligger här.